# Белгород (подводница)
Подводницата със специално предназначение „Белгород“ е най-дългата в историята на руския флот, създавана и въвеждана в експлоатация. 
Тя е уникална и с предназначение да въвежда на бойно дежурство подводните дронове „Посейдон“. Може да пренася до 6 подводни дрона "Посейдон", като всеки може да разполага с ядрена глава до 100 мегатона, според Американския военноморски институт. Подводницата „Белгород“ служи като своеобразен подводен „кораб-майка“ за подводните ядрени дронове, чието предназначение в мирно време е да поддържат стратегическия геополитически паритет на Русия със САЩ, служейки спрямо американците като дамоклев меч - посредством реална заплаха от гарантирано унищожение както на източното атлантическо, така и на западното тихоокеанско крайбрежие на САЩ, където е съсредоточен основния потенциал на САЩ.
Според руски източници, подводницата е въведена в експлоатация на 23 април 2019 г., а на 8 юли 2022 г. подводницата е зачислена официално към тихоокеанския руски военноморски флот. На 8 август 2022 г. по време на руското нападение над Украйна, посредством подводницата са въведени на въоръжение първите подводни ядрени дронове „Посейдон“.
Подводницата носи името си в чест на освобождението на Белгород, който е окончателно изчистен от части на Вермахта на 5 август 1943 г. - в хода на Белгородско-Харковската операция (носеща кодовото име „Румянцев“), която е заключителния етап от битката при Курск.